# Kalijoso (Windusari)
Kalijoso is een bestuurslaag in het regentschap Magelang van de provincie Midden-Java, Indonesië. Kalijoso telt 1115 inwoners (volkstelling 2010).